# Баимбетов, Фазылхан Баимбетович
Фазылхан Баимбетович Баимбетов (22 декабря 1939, аул Алтынсары Джангельдинского района Костанайской области — 2011) — доктор физико-математических наук (1995), профессор (1988), академик НАН РК (1995).

## Биография
Окончил Новосибирский государственный университет (1963), аспирантуру Тбилисского государственного университета (1968). Один из первых выпускников Новосибирского государственного университета, получивших дипломы с отличием.
В 1963—1973 годах преподаватель, доцент Костанайского педагогического института.
В 1973—1999 — доцент, заведующий кафедрой, декан КазГУ (1990—92), с 1999 года проректор.
В 1994—1995 годах заместитель академика-секретаря отделения физико-математических наук НАН РК. Основные научные работы посвящены исследованию физического состояния жидких, газообразных и плазменных веществ и кинетической теории релаксационных явлений.

## Сочинения
- Математическое моделирование в физике неидеальной плазмы. А. 1994 (соавт.):
- Проблемы фундаментальных взаимодействий в теоретической физике (соавт.). A., 1997.